# José Luis Escañuela

José Luis Escañuela Romana (Sevilla) es un dirigente deportivo español, presidente de la Real Federación Española de Tenis (RFET) desde 2009 a junio de 2015.

## Biografía
Licenciado en Derecho, Técnico Urbanista y Tercer Grado de Doctorado en Economía Aplicada por la Universidad de Sevilla. 
Ha practicado varios deportes, entre los que destacó como futbolista en diversas categorías, ajedrecista (en la que ganó varios Torneos), y como tenista, deporte que sigue practicando en su Club, CT Pítamo de Sevilla.    
Es abogado laboralista en ejercicio desde hace veinticinco años e impulsor del traslado de los restos del que fuera Presidente de la II República D. Diego Martínez Barrio al Cementerio de San Fernando en Sevilla.

## Trayectoria
Fue elegido Presidente de la RFET en el año 2009, después de ser Presidente de la Federación Andaluza de Tenis desde el año 2000. Durante su mandato, España ha conseguido dos Ensaladeras (Copa Davis), en Barcelona (2009) y Sevilla (2011)
Fue el primer dirigente deportivo que hizo públicos sus bienes (2010) y su Federación la primera que firmó un Convenio con la ONG Transparencia Internacional (2013).
Ha conseguido la anulación de un indulto en democracia, en el caso Salmerón. "El Tribunal Supremo anula el indulto parcial que el Consejo de Ministros concedió el 22 de julio de 2016 a María Salmerón, condenada por incumplir el régimen de visitas de su hija con su exmarido".

## Reconocimientos
- Medalla de Oro de la Ciudad de Sevilla (2014)[4]

- Premio Andalucía del Deporte (2008)
- Mejor Dirigente Deportivo de Andalucía concedido por la Asociación de la Prensa Andaluza      en el año 2009
- Medalla de Oro de la UGT de Córdoba (2011)
- Galardones, entre ellos, Onda Cero (Premio Protagonistas) y ABC Sevilla